# Zgrada Osnovne škole Dobri
Zgrada Osnovne škole Dobri je osnovna škola u gradu Splitu za gradski kotar Grad. Nalazi se na adresi Kliška 25, Split, na predjelu Dobrome.
Građena je od 1929. do 1930. godine, a djelo je arhitekta Josipa Kodla.

## Opis
Zgrada OŠ Manuš-Dobri (danas OŠ Dobri) nalazi se u Kliškoj ulici, u splitskom predjelu Dobri. Izvorno se sastojala od muške i ženske škole, sa zajedničkom dvoranom za gimnastiku i zasebnom dogradnjom sa stanovima za ravnatelje. Zgrada je dvokatnica s podrumom i visokim prizemljem. Razvedenih je tlocrtnih i visinskih formi, građena je od armiranog betona. Krov je ravan s djelomično istaknutom strehom. Pročelja su ožbukana i raščlanjena velikim, geometrijski pravilnim drvenim otvorima. Dva su glavna ulaza. Zgrada predstavlja jedan od najboljih projekata Josipa Kodla, u kojem je u potpunosti razvio modernu, funkcionalističku arhitekturu međunarodnog stila.

## Zaštita
Pod oznakom Z-6059 zavedena je kao nepokretno kulturno dobro - pojedinačno, pravna statusa zaštićena kulturnog dobra, klasificirano kao "profana graditeljska baština", javne građevine.